# Adam Mendrek
Adam Mendrek (* 14. November 1995 in Český Těšín) ist ein tschechischer Badmintonspieler. Tomasz Mendrek ist sein Vater.

## Karriere
Adam Mendrek gewann bei den nationalen Meisterschaften in Tschechien Bronze im Herrendoppel mit Stanislav Kohoutek. Bei den US Open 2013 stand er im Viertelfinale. 2012 und 2013 wurde er tschechischer Juniorenmeister. 2012 war er des Weiteren bei den Croatian Juniors und den Czech Juniors erfolgreich. 2018 siegte er bei den Cameroon International.